# Yuri Zhirkov
Yuri Valentinovich Zhirkov (tiếng Nga: Юрий Валентинович Жирков; sinh ngày 20 tháng 8 năm 1983) là một cựu cầu thủ bóng đá chuyên nghiệp người Nga. Anh có thể thi đấu tất cả các vị trí bên cánh trái.
Zhirkov bắt đầu sự nghiệp của mình tại câu lạc bộ địa phương Spartak Tambov trước khi gia nhập CSKA Moskva vào năm 2004. Năm 2009, anh chuyển đến câu lạc bộ Chelsea ở giải Ngoại hạng Anh với giá 18 triệu bảng. Sau 2 mùa giải, anh trở lại Nga khoác áo Anzhi Makhachkala, câu lạc bộ bán anh cho Dynamo Moskva vào năm 2013. Sau đó, anh ký hợp đồng với Zenit vào tháng 1 năm 2016.
Zhirkov đã có 105 lần ra sân cho đội tuyển quốc gia Nga kể từ năm 2005 đến năm 2021. Anh được chọn vào đội hình tiêu biểu của Euro 2008 khi giúp đội tuyển Nga lọt vào đến bán kết. Anh cũng có tên trong danh sách đội tuyển Nga tham dự Euro 2012, World Cup 2014, World Cup 2018 và Euro 2020. Sau Euro 2020, anh giã từ đội tuyển quốc gia sau 16 năm gắn bó, tổng cộng anh đã thi đấu 105 trận và ghi được 2 bàn thắng.

## Lối chơi
Anh là một tiền vệ trái có khả năng đi bóng tốc độ, kỹ thuật vì vậy anh được mệnh danh là Ronaldinho của nước Nga. Anh còn có thể đá hậu vệ trái.

## Thống kê sự nghiệp

### Câu lạc bộ
Tính đến 16 tháng 5 năm 2021
| Câu lạc bộ             | Mùa giải            | Giải vô địch           | Giải vô địch | Giải vô địch | Cúp  | Cúp | Châu Âu | Châu Âu | Khác | Khác | Tổng cộng | Tổng cộng |
| Câu lạc bộ             | Mùa giải            | Hạng đấu               | Trận         | Bàn          | Trận | Bàn | Trận    | Bàn     | Trận | Bàn  | Trận      | Bàn       |
| ---------------------- | ------------------- | ---------------------- | ------------ | ------------ | ---- | --- | ------- | ------- | ---- | ---- | --------- | --------- |
| CSKA Moskva            | 2004                | Russian Premier League | 25           | 6            | 2    | 0   | 10      | 0       | 1    | 0    | 38        | 6         |
| CSKA Moskva            | 2005                | Russian Premier League | 20           | 2            | 6    | 1   | 13      | 1       | 0    | 0    | 39        | 3         |
| CSKA Moskva            | 2006                | Russian Premier League | 27           | 1            | 6    | 1   | 8       | 1       | 1    | 1    | 42        | 4         |
| CSKA Moskva            | 2007                | Russian Premier League | 29           | 2            | 5    | 1   | 8       | 0       | 1    | 0    | 43        | 3         |
| CSKA Moskva            | 2008                | Russian Premier League | 28           | 3            | 2    | 0   | 6       | 1       | 0    | 0    | 36        | 4         |
| CSKA Moskva            | 2009                | Russian Premier League | 10           | 1            | 3    | 1   | 3       | 1       | 1    | 0    | 17        | 3         |
| CSKA Moskva            | Tổng cộng           | Tổng cộng              | 139          | 15           | 24   | 4   | 48      | 4       | 4    | 1    | 215       | 24        |
| Chelsea                | 2009–10             | Premier League         | 17           | 0            | 6    | 0   | 4       | 0       | 0    | 0    | 27        | 0         |
| Chelsea                | 2010–11             | Premier League         | 12           | 0            | 2    | 0   | 7       | 1       | 0    | 0    | 21        | 1         |
| Chelsea                | Tổng cộng           | Tổng cộng              | 29           | 0            | 8    | 0   | 11      | 1       | 0    | 0    | 48        | 1         |
| Anzhi Makhachkala      | 2011–12             | Russian Premier League | 23           | 1            | 1    | 0   | 0       | 0       | 0    | 0    | 24        | 1         |
| Anzhi Makhachkala      | 2012–13             | Russian Premier League | 23           | 2            | 0    | 0   | 3       | 0       | 0    | 0    | 26        | 2         |
| Anzhi Makhachkala      | Tổng cộng           | Tổng cộng              | 46           | 3            | 1    | 0   | 3       | 0       | 0    | 0    | 50        | 3         |
| Dynamo Moskva          | 2013–14             | Russian Premier League | 14           | 3            | 0    | 0   | 0       | 0       | 0    | 0    | 14        | 3         |
| Dynamo Moskva          | 2014-15             | Russian Premier League | 24           | 0            | 1    | 0   | 10      | 2       | 0    | 0    | 35        | 2         |
| Dynamo Moskva          | 2015-16             | Russian Premier League | 16           | 0            | 2    | 0   | 0       | 0       | 0    | 0    | 18        | 0         |
| Dynamo Moskva          | Tổng cộng           | Tổng cộng              | 54           | 3            | 3    | 0   | 10      | 2       | 0    | 0    | 67        | 5         |
| Zenit Saint Petersburg | 2015–16             | Russian Premier League | 9            | 0            | 2    | 0   | 2       | 0       | –    | –    | 13        | 0         |
| Zenit Saint Petersburg | 2016–17             | Russian Premier League | 21           | 1            | 1    | 0   | 6       | 0       | 1    | 0    | 29        | 1         |
| Zenit Saint Petersburg | 2017–18             | Russian Premier League | 17           | 1            | 1    | 0   | 7       | 0       | –    | –    | 25        | 1         |
| Zenit Saint Petersburg | 2018–19             | Russian Premier League | 12           | 0            | 0    | 0   | 0       | 0       | –    | –    | 12        | 0         |
| Zenit Saint Petersburg | 2019–20             | Russian Premier League | 21           | 2            | 4    | 1   | 2       | 0       | 1    | 0    | 28        | 3         |
| Zenit Saint Petersburg | 2020–21             | Russian Premier League | 15           | 0            | 1    | 0   | 3       | 0       | 1    | 0    | 20        | 0         |
| Zenit Saint Petersburg | Tổng cộng           | Tổng cộng              | 95           | 4            | 9    | 1   | 20      | 0       | 3    | 0    | 127       | 5         |
| Khimki                 | 2021–22             | Russian Premier League | 3            | 0            | –    | –   | –       | –       | –    | –    | 3         | 0         |
| Tổng cộng sự nghiệp    | Tổng cộng sự nghiệp | Tổng cộng sự nghiệp    | 440          | 51           | 51   | 4   | 101     | 7       | 11   | 1    | 603       | 63        |

### Đội tuyển quốc gia

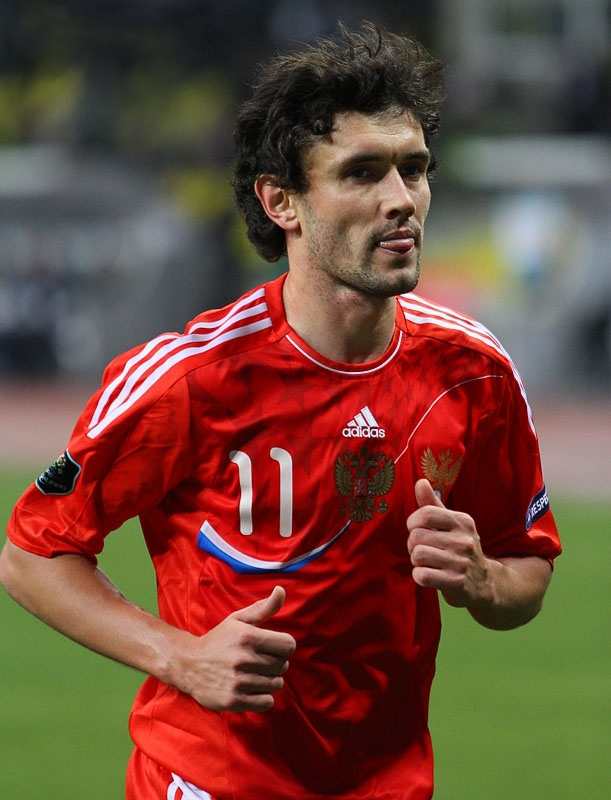
Zhirkov trong màu áo tuyển Nga năm 2011

Tính đến ngày 12 tháng 6 năm 2021
| Đội tuyển quốc gia | Năm       | Trận | Bàn |
| ------------------ | --------- | ---- | --- |
| Nga                | 2005      | 4    | 0   |
| Nga                | 2006      | 3    | 0   |
| Nga                | 2007      | 9    | 0   |
| Nga                | 2008      | 12   | 0   |
| Nga                | 2009      | 6    | 0   |
| Nga                | 2010      | 5    | 0   |
| Nga                | 2011      | 9    | 0   |
| Nga                | 2012      | 7    | 0   |
| Nga                | 2013      | 4    | 0   |
| Nga                | 2014      | 3    | 1   |
| Nga                | 2015      | 5    | 0   |
| Nga                | 2016      | 5    | 1   |
| Nga                | 2017      | 8    | 0   |
| Nga                | 2018      | 7    | 0   |
| Nga                | 2019      | 5    | 0   |
| Nga                | 2020      | 9    | 0   |
| Nga                | 2021      | 5    | 0   |
| Tổng cộng          | Tổng cộng | 105  | 2   |

### Bàn thắng quốc tế
| #  | Ngày                | Địa điểm                            | Đối thủ | Bàn thắng | Kết quả | Giải đấu |
| -- | ------------------- | ----------------------------------- | ------- | --------- | ------- | -------- |
| 1. | 6 tháng 6 năm 2014  | Sân vận động Lokomotiv, Moskva, Nga | Maroc   | 1–0       | 2–0     | Giao hữu |
| 2. | 29 tháng 3 năm 2016 | Stade de France, Paris, Pháp        | Pháp    | 2–4       | 2–4     | Giao hữu |

## Danh hiệu

### Câu lạc bộ

#### CSKA Moscow
- Russian Premier League: 2005, 2006
- Russian Cup: 2004–05, 2005–06, 2007–08, 2008–09
- Russian Super Cup: 2004, 2006, 2007, 2009
- UEFA Cup: 2004–05

#### Chelsea
- Premier League: 2009–10[3]
- FA Cup: 2009–10

#### Zenit Saint Petersburg
- Russian Premier League: 2018–19,[4][5] 2019–20, 2020–21
- Russian Cup: 2015–16, 2019–20
- Russian Super Cup: 2016[6], 2020

### Quốc tế
- Bán kết UEFA Euro: 2008